# فكتوريا كوبلينكو
فكتوريا كوبلينكو (بالروسية: Виктория Кобленко) هي ممثلة ومذيعة وصحفية هولندية أوكرانية المولد ولدت في يوم 19 ديسمبر 1980 في مدينة فينيتسا في جمهورية أوكرانيا الاشتراكية السوفيتية لعائلة روسية الأصل. أكملت دراسة العلوم السياسية في جامعة لايدن. في سنة 2000 بدأت مهنتها. مثلت في عدة أفلام هولندية وروسية. وهي مرتبطة بلاعب كرة القدم الأوكراني السابق يفين ليفيشينكو.